# North Wembley (Metropolitano de Londres)
North Wembley é uma estação servida pela Bakerloo line do Metrô de Londres e pelo London Overground em North Wembley, noroeste de Londres. A estação está localizada no lado sul da East Lane, parte do borough londrino de Brent, servindo moradores de North Wembley e partes ocidentais do Wembley Park.